# Cordiluroides listrata
Cordiluroides listrata är en tvåvingeart som beskrevs av Albuquerque 1954. Cordiluroides listrata ingår i släktet Cordiluroides och familjen husflugor. Inga underarter finns listade i Catalogue of Life.